# ریشار تووا
ریشار تووا (فرانسوی: Richard Towa‎؛ زادهٔ ۱۶ نوامبر ۱۹۶۹) بازیکن سابق و مربی فوتبال اهل کامرون است.
از باشگاه‌هایی که در آن بازی کرده است می‌توان به باشگاه فوتبال فورتونا دوسلدورف و باشگاه فوتبال اس‌سی فورتونا کلن اشاره کرد.
وی همچنین در تیم ملی فوتبال کامرون بازی کرده است.